# ウァロ・アタキヌス
プブリウス・テレンティウス・ウァッロ・アタキヌス（ラテン語: Publius Terentius Varro Atacinus, 紀元前82年 – 紀元前35年頃）は、古代ローマ黄金期の詩人。
同時代人のマルクス・テレンティウス・ウァッロ（Varro Reatinus）とはよく混同される。

## 生涯
ウァッロは、ローマの属州ガリア・ナルボネンシスに生まれた。そこはガリア地方の南部にあたり、首都ナルボンヌのあったところである。アタクス川（現オード川）に面していて、アタキヌスというコグノーメンはそこが生まれ故郷であることを示している。

## 作品
現存するウァッロの作品は断片のみである。
- Bellum Sequanicum – アリオウィストゥスと戦うガイウス・ユリウス・カエサルを描いた詩。
- Satires
- Argonautica（アルゴナウティカ） – アレクサンドリア人のロドスのアポローニオスの叙事詩『アルゴナウティカ』のラテン語翻訳。
- Cosmographia（またはChorographia）– 地理書でウェルギリウスが参考にした。
- Ephemeris – アラトス以降の農業暦。
- Rerum Rusticarum

ウァッロの断片では、『The Tombs of the Great（名士の墓）』というエピグラム（警句）がよく知られている。本当にウァッロの作品かどうかはおくとして、それは俳句に似て、簡明かつ懐疑的なローマ時代の特徴を持っている。
Marmoreo Licinus tumulo jacet, at Cato nullo,	
Pompeius paruo: credimus esse deos?
（（奴隷から自由民になった）リキヌスが眠る大理石の墓にて。それでもカトーにとっては、存在しない者。/ポンペイウスにとっては、取るに足らない者。何故？ 我々は神々だと思うのか？）